# Coincidenze d'amore
Coincidenze d'amore (What Happens Later) è un film del 2023 scritto, diretto e interpretato da Meg Ryan.
La pellicola è l'adattamento cinematografico dell'opera teatrale Shooting Star (2008) di Steven Dietz.

## Trama
Bill e Willa in passato avevano avuto una relazione, che tuttavia si era chiusa in maniera abbastanza dolorosa per entrambi. Circa vent'anni dopo, i due si ritrovano per caso in un piccolo aeroporto di provincia: l'incontro finisce per protrarsi molto più a lungo dei pochi minuti di circostanza che avevano previsto, dato che entrambi i loro voli vengono cancellati a causa di una violenta tormenta. I due hanno così modo di ripensare al passato e ai motivi che li avevano spinti a prendere strade diverse.

## Produzione
Nel maggio 2022 Meg Ryan ha dato l'annuncio del film, che avrebbe segnato il suo ritorno alla regia e alla recitazione a distanza di otto anni da Ithaca - L'attesa di un ritorno.
Le riprese si sono svolte a Bentonville nell'autunno 2022.

## Distribuzione
Negli Stati Uniti la pellicola è stata distribuita dalla Bleecker Street a partire dal 3 novembre 2023. La distribuzione nelle sale italiane è prevista per l'11 aprile 2024.

## Accoglienza
Il film è stato accolto tiepidamente dalla critica. L'aggregatore di recensioni Rotten Tomatoes riporta il 52% di recensioni positive, con un punteggio di 5,4 su 10 basato sul parere di 54 critici.